# Hymeniacidon sphaerodigitata
Hymeniacidon sphaerodigitata är en svampdjursart som beskrevs av Patricia R. Bergquist 1970. Hymeniacidon sphaerodigitata ingår i släktet Hymeniacidon och familjen Halichondriidae. Inga underarter finns listade i Catalogue of Life.